# Мисен
Мисен (Мизен, др.-греч. Μισηνός, лат. Misenos, Misenus) — персонаж древнегреческой мифологии.
Это имя носил один из спутников Одиссея.

Однако более известен представитель другой стороны в Троянской войне. Сын Эола, был соратником и трубачом Гектора. После стал спутником Энея в его скитаниях. Участвовал в битве с гарпиями. Искусный трубач.
«Сын Эола Мизен, что не знал себе равных в искусстве Медью мужей созывать, зажигать их Марсовым пылом» ("«Энеида»).
Будучи в Кумах, трубил в раковину и вызывал богов состязаться. На вызов откликнулся Тритон, который за надменность сбросил его в волны; либо умер от болезни и похоронен Энеем. Чтобы воздвигнуть ему погребальный костер, Эней отправился в лес, где нашёл золотую ветвь.
Его именем назван залив в стране опиков, местность в Италии и мыс.
Изображался вместе с Энеем на рельефах, иллюстрирующих поэму Стесихора.